# Anelosimus pantanal
Anelosimus pantanal là một loài nhện trong họ Theridiidae.
Loài này thuộc chi Anelosimus. Anelosimus pantanal được miêu tả năm 2006 bởi Agnarsson.